# Caserne Clisson
La caserne Clisson est une caserne de gendarmerie de Pontivy, dans le Morbihan, en France.

## Localisation
La caserne est située en bordure du Blavet, rive droite, à Pontivy. Son emprise est délimitée par la rue Édouard-Branly à l'ouest, la rue Julien-Guidard au nord et le quai du Plessis à l'est.

## Toponymie
La caserne tient son nom d'Olivier V de Clisson, compagnon d'armes de Bertrand du Guesclin.

## Historique
La caserne est voulue par Napoléon Ier pour sa ville nouvelle de Napoléonville dès 1802. La construction du bâtiment commence en 1805 avec, notamment, des pierres du château de Coët-en-Fao, à Séglien, que le marquis de Rosily avait acquis en 1803. Elle est inaugurée en 1811 après six années de travaux et sert déjà de casernement pour l'armée.
Le 27 février 1886, la caserne est affectée au 2e régiment de chasseurs à cheval, qui y reste jusqu'en 1927, et sa dissolution.
Le bâtiment change d'affectation durant la Seconde Guerre mondiale, durant laquelle il devient centre mobilisateur, avant de retrouver sa fonction première dès 1945 lorsque la gendarmerie départementale en occupe le bâtiment sud. Elle est rejointe en 1955 par un escadron de gendarmerie mobile, qui est provisoirement dissous en 1981 quand l'état des bâtiments devient trop préoccupant.
De conséquents travaux de restauration sont entrepris entre 1986 et 1988. Des travaux de rénovation énergétique sont entrepris en 2018.
La façade et les toitures du bâtiment principal et des deux pavillons qui l'entourent font l'objet d'une inscription au titre des monuments historiques par l'arrêté du 14 mai 1980.

## Architecture
Le bâtiment principal est construit selon le style Empire, en vigueur à l'époque. Il se présente comme un vaste édifice bâti sur trois niveaux, auxquels s'ajoute un niveau de combles avec lucarnes. Du bâtiment d'origine, ne subsiste toutefois qu'une porte en façade. Ce bâtiment principal est encadré de deux pavillons plus petits construits selon le même modèle.